# Vriesea itatiaiae
Vriesea itatiaiae là một loài thuộc chi Vriesea. Đây là loài đặc hữu của Brasil.